# Arthur Ladwig
Arthur Ladwig, né à Berlin le 9 mars 1902, et mort à la prison de Brandenbourg le  10 juillet 1944, est un communiste allemand, résistant au nazisme.

## Biographie
Ladwig rejoint les jeunesses communistes en 1925 puis devient membre du parti en 1928. Ouvrier en métallurgie, ses activités militantes lui valent plusieurs licenciements. Dès 1933, il est arrêté à plusieurs reprises en raison de ses idées politiques combattues par le régime nazi qui a pris le pouvoir.
Il est envoyé en 1941 dans un camp de travail forcé à Genshagen (aujourd'hui rattaché à Ludwigsfelde) et y occupe un poste dans une usine de moteurs d'avions. Il organise dans son usine un groupe de résistance d'ouvriers destiné à ralentir la production et distribue des tracts de propagande anti-nazi. Il entre en contact avec Otto Grabowski (de) et Erich Prenzlau qui mènent la même sorte de lutte au sein d'autres usines à Berlin, Ensemble, ils organisent une coordination des différents groupes de résistance, la Ligue de Lutte.
En 1943, le groupe dirigé par Ladwig est infiltré par les autorités répressives puis dénoncé. Le 21 mai 1943, les résistants sont arrêtés par la Gestapo dans l'usine, on ne sait pas exactement combien il comptait de membres.
Le 30 mars 1944, Arthur Ladwig et vingt autres accusés, dont Otto Grabowski, qui était soupçonné d'appartenance à la Ligue de Lutte, sont traduits devant la Cour populaire présidée par Roland Freisler et condamnés à mort. Ladwig est guillotiné le même jour qu'Otto Grabowski à la prison de Brandenbourg.

## Hommages
Son nom a été donné à une rue à Levallois-Perret, 